# Quando non ci crede nessuno
Quando non ci crede nessuno è un singolo del rapper italiano Nayt, pubblicato il 23 maggio 2018 dalle etichette VNT1, Jive Records e Sony Music.

## Tracce
Testi di William Mezzanotte, musiche di Davide D'Onofrio, Giorgio Iacobelli.
1. Quando non ci crede nessuno – 3:03